# Osa de la Vega
Osa de la Vega es un municipio español de la provincia de Cuenca, en la comunidad autónoma de Castilla-La Mancha. Tiene un área de 53,01 km² con una población de 443 habitantes (INE 2024) de 9,85 hab/km².

## Símbolos
Escudo cortado de gules y verde, cargado de una faja de azul bordeada de plata, de un martillo y una maza de sable pasados en aspa en jefe y de un haz de tres espigas de oro en punta. Va timbrado con la corona real española. (Fuente: DOCM 46 de 15/09/1995)
Bandera rectangular, de proporciones 2/3, dividida horizontalmente en cinco franjas cuyas anchuras y colores, de arriba abajo son: 1/3 de color rojo; 1/12 de color blanco; 1/6 de color azul; 1/12 de color blanco; 1/3 de color verde. (Fuente: D.O.C.M. n.º 46 DE 15-09-1995. Pág. 4999)
Curiosamente, la bandera de Osa es muy similar a la de Gambia sin haber ninguna relación entre ambos lugares.

## Etimología
La teoría más aceptada es que `ossa` proviene de `fossa`, haciendo referencia a las numerosas fosas de la zona, las minas romanas de las Obradas y la Horadada (en las cuales se cayó Sancho Panza con su asno cuando salía de la ínsula Barataria).
Otras teorías:
- Origen prerromano, quizá íbero o emparentado con voces vascas como osin (pozo, charca, barranco) o ur, agua (urtza, caudal de agua, urtsu, caudaloso...)
- O(s)sa deriva de una antigua villa llamada Ursa, es decir, quinta de Ursus; nombre que significa oso en latín y usaron muchos en la Antigüedad romana.

`Vega` hace referencia a la depresión geográfica donde se sitúa el pueblo en la actualidad, quizá para oponerlo a la antigua situación del pueblo a mediados de la Edad Media, en el monte.
- A partir del siglo XII: Ossa
- A partir del siglo XIV: Ossa de Belmonte (en esa época, escrito Velmonte)
- A partir del siglo XVII: Ossa de la Vega (al separarse de Belmonte)
- A partir del siglo XVIII: Osa de la Vega

## Demografía
Osa de la Vega cuenta con una población de 443 habitantes (INE 2024).
| Gráfica de evolución demográfica de Osa de la Vega entre 1842 y 2021                                                |
| |
| Población de derecho según los censos de población del INE Población de hecho según los censos de población del INE |

| 1754 |  | 1874 |  | 1900 |  | 1910 |  | 1950 |  | 1991 |  | 1996 |  | 2001 |  | 2004 |  | 2005 |  | 2013 |  | 2015 |
| ---- |  | ---- |  | ---- |  | ---- |  | ---- |  | ---- |  | ---- |  | ---- |  | ---- |  | ---- |  | ---- |  | ---- |
| 340  |  | 400~ |  | 1226 |  | 1294 |  | 1375 |  | 734  |  | 682  |  | 652  |  | 660  |  | 650  |  | 590  |  | 544  |

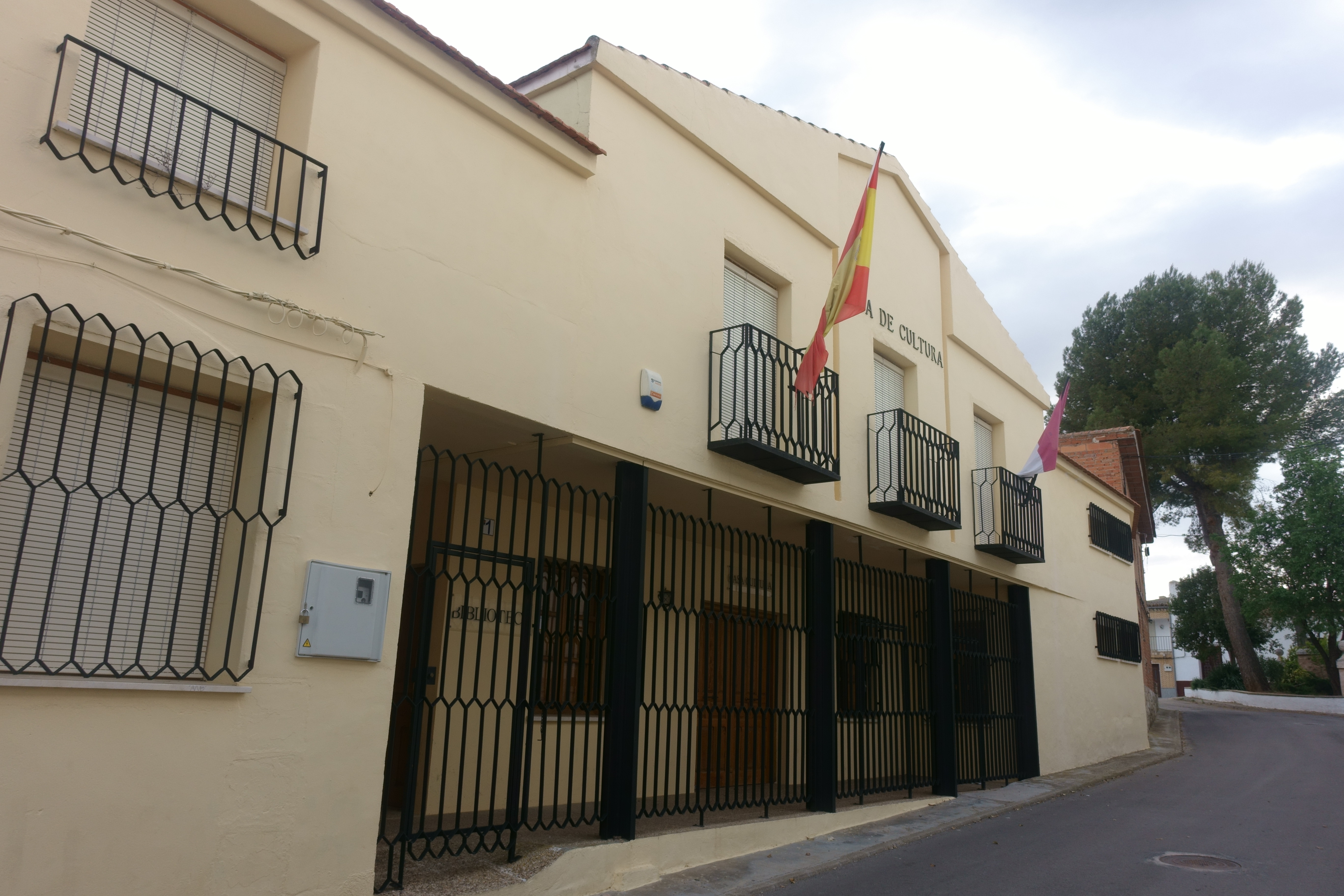
Casa de cultura

(Dato de 1754 según el Catastro de Ensenada, dato de 1874 según un libro escrito por Pedro de la Torre y del Pozo, sacerdote de la localidad de aquella época).

## Administración y política

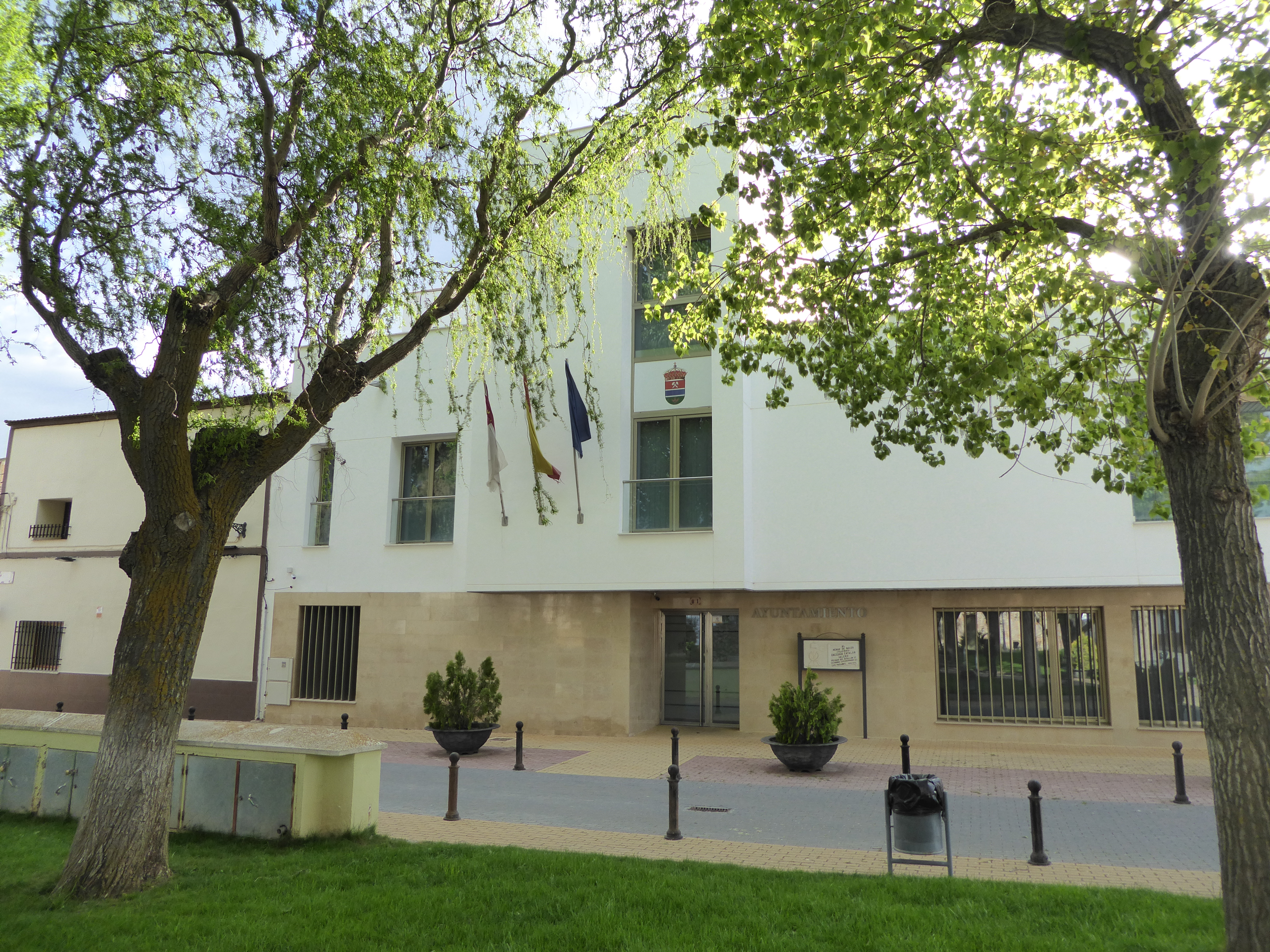
Casa consistorial

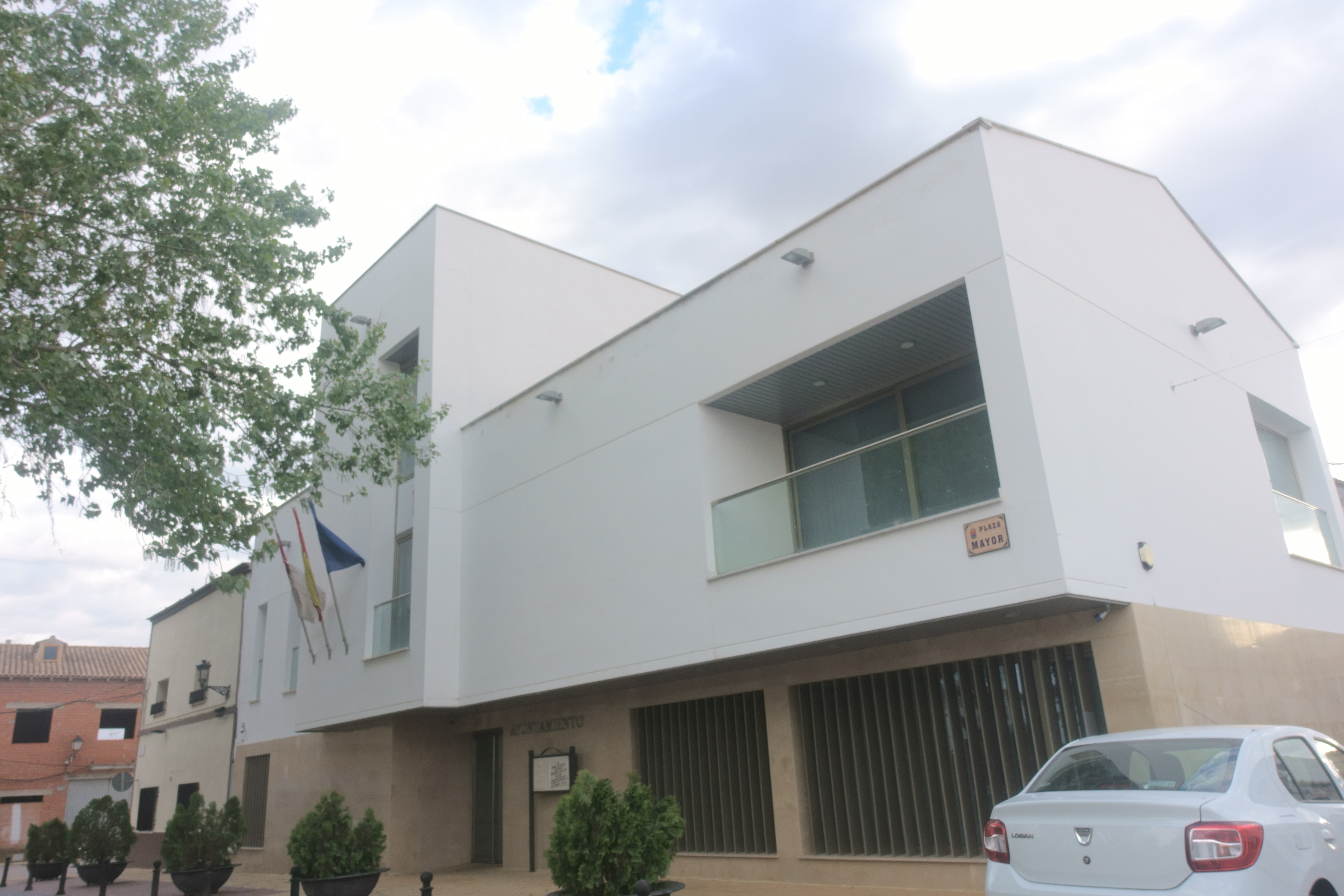
Vista general de la casa consistorial

| Periodo   | Nombre                 | Partido |
| --------- | ---------------------- | ------- |
| 1979-1983 | Manuel Delgado Parra   | PSOE    |
| 1983-1987 | Manuel Delgado Parra   | PSOE    |
| 1987-1991 | Manuel Delgado Parra   | PSOE    |
| 1991-1995 | Manuel Delgado Parra   | PSOE    |
| 1995-1999 | Juan Garde Rada        | PP      |
| 1999-2003 | Juan Garde Rada        | PP      |
| 2003-2007 | Juan Garde Rada        | PP      |
| 2007-2011 | Juan Garde Rada        | PP      |
| 2011-2015 | Juan Garde Rada        | PP      |
| 2015-2019 | Pancracio García Ruiz  | PSOE    |
| 2019-2023 | Vicenta García Fuentes | PSOE    |

## Geografía
| Noroeste: Hontanaya                        | Norte: Tresjuncos | Noreste: Fuentelespino de Haro |
| Oeste: Hontanaya                           |                   | Este: Fuentelespino de Haro    |
| Suroeste Los Hinojosos y Monreal del Llano | Sur: Belmonte     | Sureste: Villaescusa de Haro   |

Osa está situada en una depresión del terreno, rodeada de montes (especialmente al oeste, donde está la ermita). Hacia el sur, a medio camino de Belmonte, está la Horadada. Es una colina de muy baja altura pero de gran importancia para el pueblo, pues está en los parajes de las Obradas y las minas romanas. Su nombre se debe a que la colina está horadada, con abundantes cuevas y oquedades, entre las que se cuentan las minas.
El río del pueblo es el río Monreal, también conocido como río Osa en el pasado.

### Fauna y flora
Osa de la Vega tiene una importante producción de almendras.
En el frondoso bosque de las afueras de la localidad, hacia el este, dirección Fuentelespino de Haro, se encuentra una notable variedad de aves y mamíferos. Entre ellos se encuentran conejos, corzos, jabalíes, perdices... Se ha dicho tradicionalmente que Osa es un ``oasis en la estepa manchega´´.
En el río de Osa hay poblaciones de anfibios y cangrejos de río.

## Historia

### Edad Antigua
- Siglo II a. C. Importante yacimiento minero, dentro del territorio de la ciudad romana de Segóbriga.

- Siglos III y IV d. C. Decadencia de Segobriga y abandono de las minas osenses.

### Edad Media
- Hasta 711: Asentamientos visigodos en la zona. Las minas se usan como necrópolis.

- 1184: Primeros documentos escritos sobre el pueblo. Las tropas de Alfonso VIII reconquistan esta comarca y la aldea de Ossa pasa a formar parte de la denominada "Tierra de Alarcón".

- 1361: El rey Pedro I de Castilla crea el estado de Belmonte: Belmonte, Ossa, Hinojoso del Marquesado y Monreal y, más tarde, Tresjuncos y Hontanaya. Cofirmado el privilegio por Enrique II de Castilla, este les da por fuero el de Castillo de Garcimuñoz y los exime de la Jurisdicción de Alarcón. Ossa pasa a denominarse Ossa de Belmonte.

### Edad Moderna

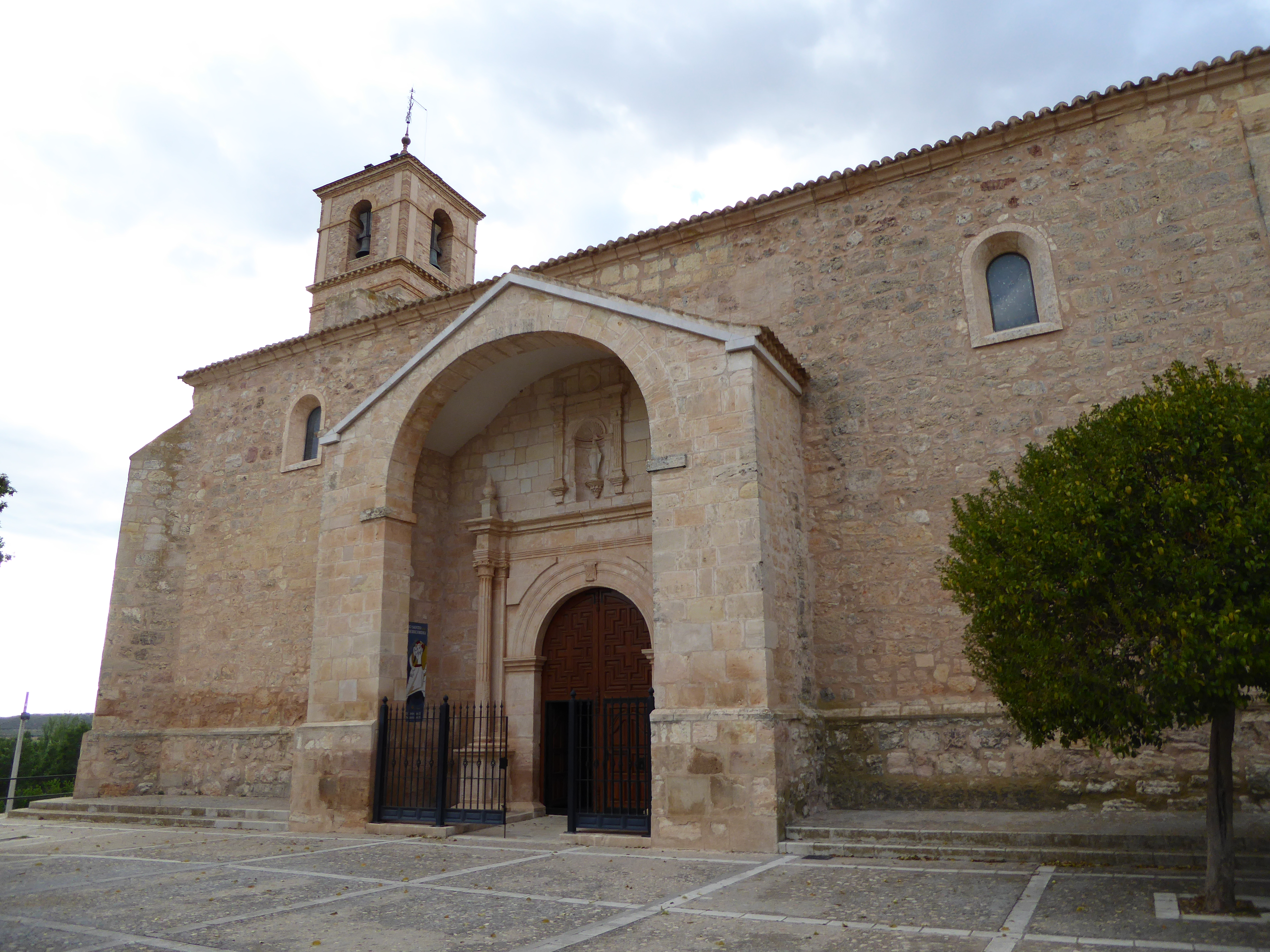
Fachada de la iglesia de la Asunción

- Siglos XV y XVI: Se construye la iglesia de Nuestra Señora de la Asunción, de estilo gótico final.
- 1579-80: Según el "Libro de Visitas del Partido de la Mancha" del Obispado de Cuenca de 1579-80, la parroquia de la Asunción es una "Iglesia de tres naves de cantería labrada muy bien a lo nuevo".
- 1582: Primeros registros parroquiales de bautismos.
- 1633, 2 de junio: Osa de Belmonte obtiene el título de villa, separándose de Belmonte. Pasa a llamarse Osa de la Vega.
- 1644: El cuadro del Santo Rostro suda sangre y agua.
- 1647: Un fraile de Belmonte, Fray Alonso Lopa de la Orden de San Francisco graba sus datos en una lámina de lapis specularis. Aún se conserva.
- 1695: Fray Cristóbal de los Santos, teólogo y predicador de la orden de la Santísima Trinidad de la orden de los Trinitarios Descalzos, publica su libro "Tesoro del Cielo: Historia del Santo Rostro que se venera en la Villa de Osa de la Vega".

### Edad Contemporánea
- 1797: D. Juan Antonio Pellicer, en sus “Notas al Quijote”, asegura que la fosa donde Sancho cae en el capítulo 55 de la segunda parte son las minas romanas de Osa de la Vega.

- 1823, 21 de agosto: A unos mensajeros realistas les roban la correspondencia y los caballos entre Osa y Hontanaya, en tiempos de la reacción absolutista contra el Trienio Liberal.

- 1860: Pedro de la Torre del Pozo, nombrado comendador de la Orden de Carlos III.

- 1861, 7 de enero: Desórdenes y vivas a la república, reprimidos por la Guardia Civil de Belmonte.

- 1869: El presbítero local don Pedro de la Torre y del Pozo (licenciado en cánones, vicario general y comendador de la Orden de Carlos III, caballero de la Orden Americana de Isabel la Católica y Benemérito de la Patria) edita su libro "O el catolicismo o nada, o sea examen de todas las religiones hoy dominantes ante el tribunal de la razón" (Imprenta de Magriña y Subirana, Barcelona)

- 1874: El mismo párroco publica un libro sobre el Santo Rostro, patrón del pueblo: "Historia del Santísimo Rostro de Jesús que se venera en la villa de Osa de la Vega" (Madrid 1874)

- 1876, 12 de marzo: Nace Gregorio Catalán Valero.

- 1880: Pedro de la Torre y del Pozo visita Nueva Cáceres en Filipinas, actual Naga, llevando una estampa del Santo Rostro. Apareció una epidemia de cólera. Los nativos, conocedores de que en Osa no había epidemias y de que se decía que era obra del Santo Rostro, pasaron a venerar al Santo Rostro. Aún hoy, el patrono de Osa de la Vega es el patrono de Naga.

- 1892: Pedro de la Torre y del Pozo edita su libro "La Medicina del Cielo" o "La salud para los enfermos y remedio en las necesidades espirituales y temporales, en el que se recogen todos y cada uno de tales remedios" (Madrid 1892).

- 1896: D. Gabriel Puig y Larraz, en “Cavernas y Simas de España”, reafirma la teoría sobre Sancho.
- 1896: Gregorio Catalán quinta con el n.º 4 del reemplazo de 1896 y es destinado al Regimiento de la Constitución con sede en Pamplona.
- 1896, 3 de diciembre: Como parte del Batallón de Cazadores Expedicionario n.º 2, desembarca en Manila para detener la insurrección tagala.

- 1898-1899: Gregorio Catalán Valero, osense, héroe de los Últimos de Filipinas. Información aquí.
- 1899: Gregorio y sus compañeros regresan a España, desembarcando en Barcelona, y son recibidos como héroes.
- 1899, 6 de septiembre: Gregorio llega a Osa, donde su hazaña es reconocida y celebrada por todos.

### SigloXX
- 1901, 6 de septiembre: Gregorio Catalán muere de tuberculosis.

- 1910, 20 de agosto: Historia de El Crimen de Cuenca. José María Grimaldos López, un joven pastor tresjunqueño de 28 años apodado El Cepa, vende unas ovejas y desaparece. Se acusa a dos compañeros de la finca de haberle asesinado. Juzgado de Belmonte.

1911, septiembre: La causa es sobreseída por falta de pruebas.
1913: La causa se reabre y se tortura a los dos inocentes hasta que se declaran culpables. Condenados a 18 años de cárcel.
1913, 11 de noviembre: Acta de defunción del Cepa.
- 1914: Industrialización del pueblo. Vicente Belinchón Valencia se traslada al pueblo, instala una fábrica harinera y trae la red eléctrica.

- 1925: El Crimen de Cuenca: Poco después de acabar la condena de los dos inocentes, el Cepa regresa al pueblo desde Mira, donde había estado todo ese tiempo, pidiendo su partida de nacimiento para poderse casar. Se aclara todo y se indemniza como se puede a los acusados (quienes se van del pueblo), tras torturas y 12 años de prisión injustos. El cura de Tresjuncos se suicida ahogándose en una tinaja de vino.

- 1932: El escritor Alicio Garcitoral, gobernador civil de Cuenca cuando ocurrió el error judicial, escribe su novela social El crimen de Cuenca.

- 1936-39: Desperfectos en los retablos de la iglesia en la Guerra Civil.

- 1939: Ramón J. Sender escribe su novela El lugar de un hombre, inspirándose en el Crimen de Cuenca que había oído de pequeño.

- Franquismo: El guerrillero republicano José Moreno Salazar, después de perder contacto con la guerrilla y pasar un tiempo en Valencia, se pone el nombre falso de Antonio Pérez Sánchez. Se hace agente de seguros en Osa de la Vega. Tras toda una vida ocultando su identidad, su pasado y sus ideas, en 1988 recupera de nuevo su nombre.[5]

- 1978: Se rueda en el pueblo la película "El crimen de Cuenca", de Pilar Miró, sobre dicho error judicial. El Gobierno de UCD la censura, a pesar de que la censura se había abolido.

- 1981: Se estrena la película con notable éxito.

Reedición de la novela de 1932, con prólogo y edición de José Esteban.
- 1995 marzo: Se funda la Asociación Musical Santo Rostro de Jesús.

- 1995: Exporinsa entra en el sector de la ganadería porcina, con 400 madres reproductoras.

- 1995, 4 de septiembre: Se adoptan el escudo y la bandera de Osa.

- 1996: Exporinsa aumenta a 2000 madres reproductoras.

### SigloXXI
- 1998-2001: Excavaciones arqueológicas en las minas romanas.

- 2013: Primera aparición de la banda municipal de Osa de la Vega en la Semana Santa de Cuenca.

## Osenses ilustres

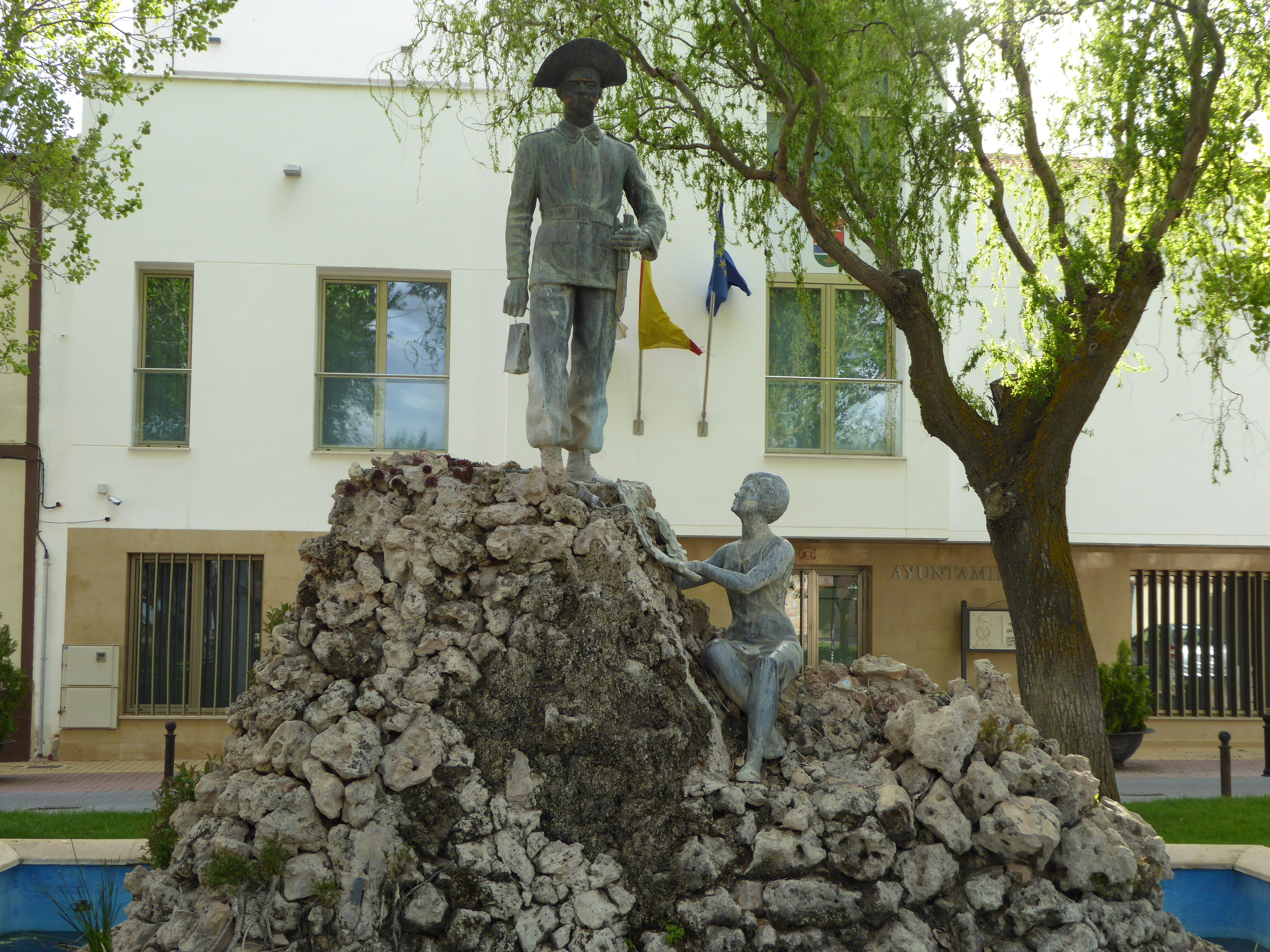
Monumento a Gregorio Catalán, héroe del Sitio de Baler

- El militar Sandalio Chicote Fernández ,[6] del siglo XIX, quien combatió en las guerras carlistas.
- El clérigo y escritor Pedro de la Torre y del Pozo, quien expandió el culto al Santo Rostro osense a Filipinas en 1880, escribió numerosos libros y fue nombrado Benemérito de la Patria, caballero de la Orden de Carlos III y de la Orden Americana de Isabel la Católica.
- El héroe militar Gregorio Catalán Valero, héroe del sitio de Baler, donde destacó entre sus compañeros.

## Monumentos, edificios destacados y lugares de interés

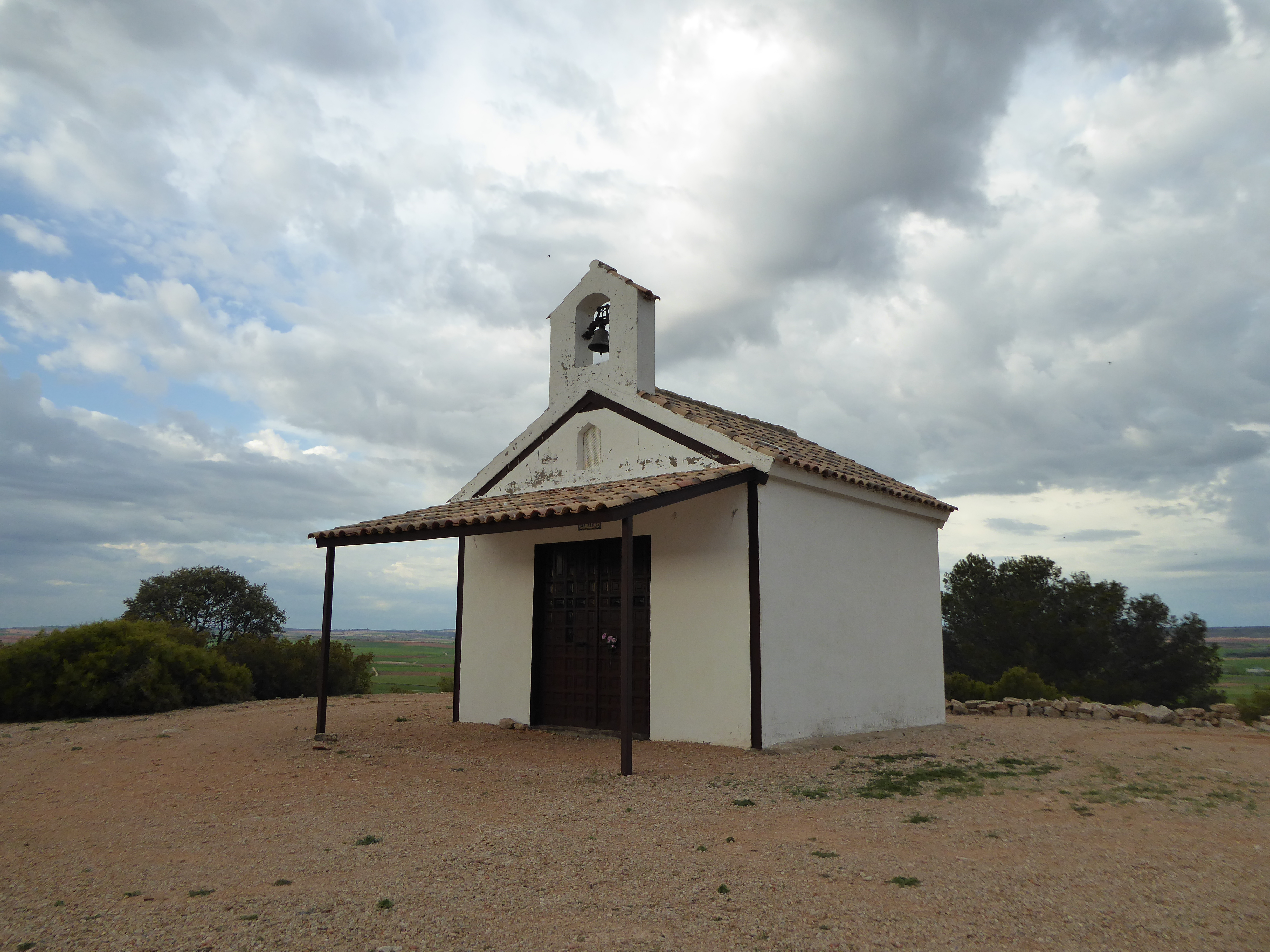
Ermita de San Marcos

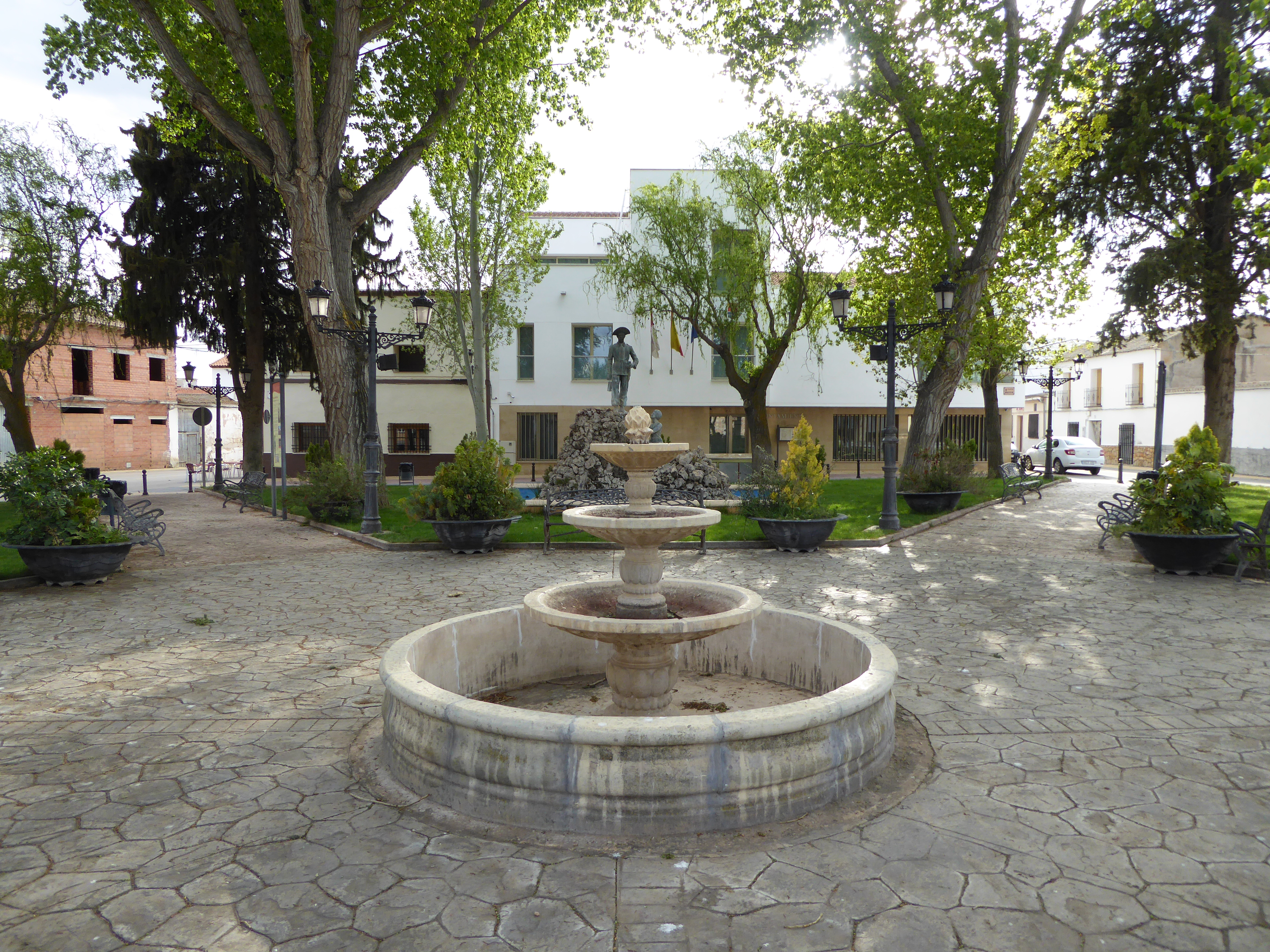
Fuente en la Plaza mayor, con el monumento a Gregorio Catalán y el ayuntamiento al fondo

- Minas romanas: en Osa de la Vega se encuentran las minas de lapis specularis (también conocido como espejuelo o espejillo) más importantes de toda Europa. En los siglos I y II, las minas de Osa, controladas desde la ciudad romana de Segóbriga, fueron las más importantes del Imperio romano. La calidad del material extraído era muy elevada y se exportaba a Roma, para ser utilizado en los grandes palacios y monumentos. Por ello, Segóbriga alcanzó gran prosperidad, gracias a las minas osenses y de zonas de alrededor. Sin embargo, las más grandes son las de Osa, siendo la más grande la de 'La Condenada' www.minalacondenada.com, que aún no está totalmente explorada.

...Efectivamente, estas piedras se pueden cortar; en cambio, la especular a la que también se califica de piedra, tiene unas características que permiten cortarla con mayor facilidad en láminas todo lo finas que se quiera. Antiguamente sólo se encontraba en la España Citerior, y no en toda ella, sino exclusivamente en un área de cien mil pasos alrededor de la ciudad de Segóbriga...
 (Plinio el Viejo, Historia Natural, Libro XXXVI, pág. 160).

(100.000pasos = 147,9km)
Son visitables para el público, pudiéndose encontrar toda la información en su página web www.minalacondenada.com
- Iglesia de la Asunción: renacentista gótica tardía, con una capacidad muy superior a la población de Osa. Guarda el milagroso cuadro del Santo Rostro.

- Plaza Mayor: rectangular, en el centro del pueblo. Es donde están situados el monumento a los caídos, la estatua de Gregorio Catalán y la máquina de la fábrica de harinas.

- Ayuntamiento: lado oeste de la plaza. De estilo moderno, reformado recientemente por el anterior alcalde. La casa de al lado, actualmente un bar, fue en el pasado una cárcel y una escuela.

- La Molineta: todo un símbolo de Osa de la Vega, un pequeño molino de viento manchego.

- Ermita de San Marcos: en el monte al oeste del pueblo.

- Fábrica de harinas: lado sur de la plaza, el edificio abandonado de la fábrica de Vicente Belinchón Valencia.

- Fábrica de grifos: en la parte oeste del pueblo, cerca de la iglesia. Edificio abandonado que sirvió de fábrica de grifos, con el característico y estereotipado tejado de picos con el que se suelen imaginar las fábricas.

## Economía
Como la mayor parte de los pueblos de la región, Osa tiene una base agraria, pero ha tenido una importante tradición industrial.

### Agricultura
Propiedades de tamaños variados, centradas en los cereales, las legumbres, los girasoles y la vid.

### Industria

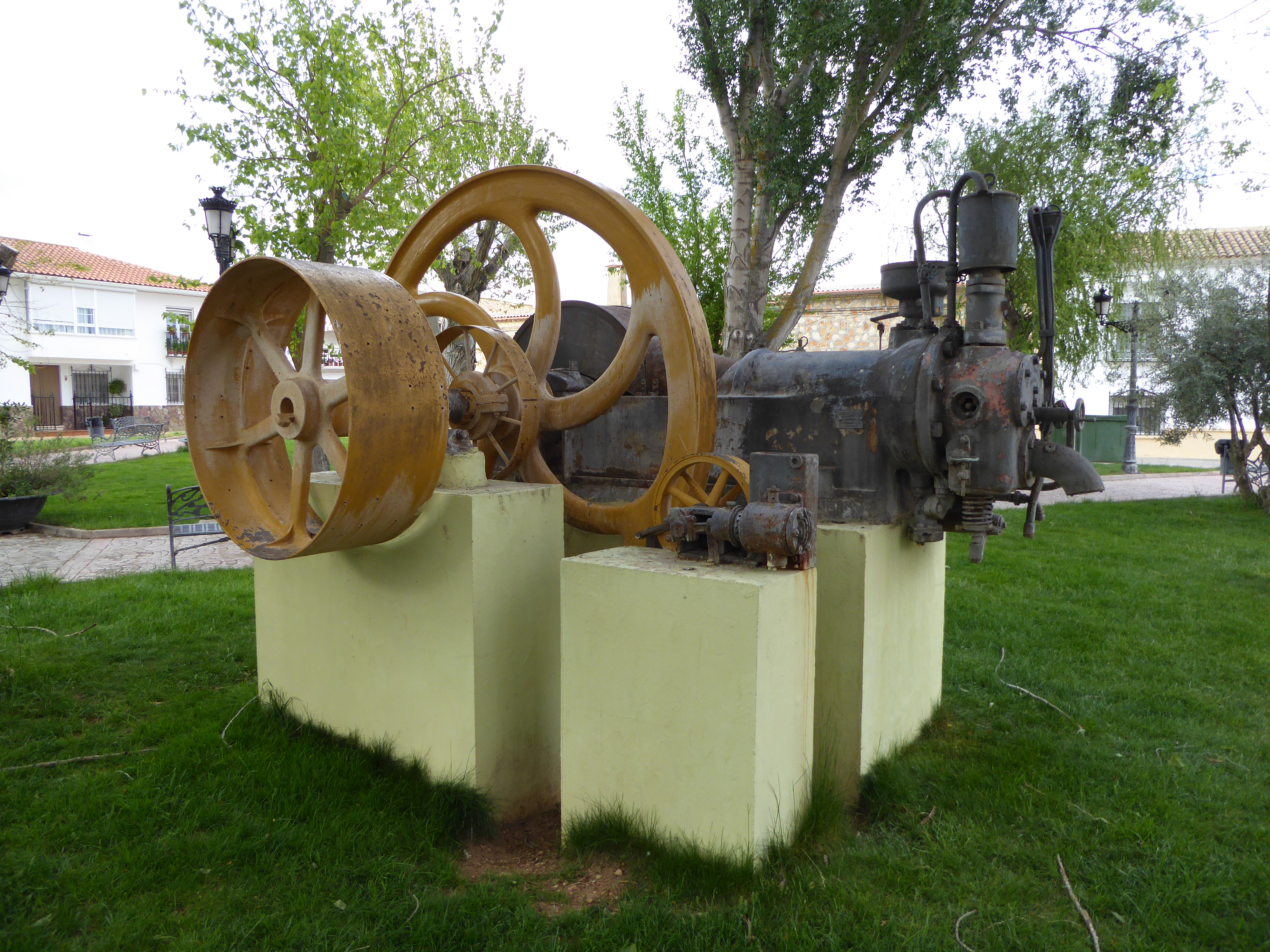
Maquinaria de la fábrica de harinas, hoy en la plaza mayor

Antiguamente solía haber dos fábricas:
- La fábrica de grifos, que daba empleo a una parte muy importante de la localidad. Abandonó el pueblo debido la deslocalización industrial.

- La fábrica de harinas de Vicente Belinchón Valencia, la primera industria que llegó al pueblo, alrededor de 1915.

Aunque ambas cerraron hace tiempo, aún quedan en pie los dos edificios.
En la plaza mayor queda una pieza de maquinaria procedente de Mánchester que funcionaba en la fábrica de harinas.
Actualmente, el pueblo cuenta con un extenso campo de placas solares.

### Sector terciario
Osa de la Vega cuenta con la mayoría de los servicios básicos.

### Turismo
Osa de la Vega tiene una situación geográfica privilegiada, entre el castillo de Belmonte y la ciudad romana de Segóbriga. La Ruta de Don Quijote pasa por el pueblo y cuenta con unas interesantes minas romanas, una iglesia especialmente bella, una casa rural y es donde nació el héroe de la guerra del 98 en Filipinas, Gregorio Catalán. Sin embargo, a pesar de todas estas maravillas, el turismo es prácticamente inexistente.

## Hermanamiento
- Baler, Filipinas